# Pteromalus costulata
Pteromalus costulata är en stekelart som beskrevs av Gijswijt 1999. Pteromalus costulata ingår i släktet Pteromalus och familjen puppglanssteklar.
Artens utbredningsområde är:
- Frankrike.
- Portugal.
- Spanien.

Inga underarter finns listade i Catalogue of Life.